# Tyrese Proctor
Tyrese Darnell Proctor, né le 1er avril 2004 à Sydney en Australie, est un joueur australien de basket-ball évoluant aux postes de meneur et arrière. Il mesure 1,94 m.

## Biographie
Le 25 juin 2025, il est sélectionné par la franchise des Cavaliers de Cleveland en 49e position de la draft 2025 de la NBA.

## Statistiques

### Universitaires
| Saison    | Équipe | Matchs | Titul. | Min./m | % Tir | % 3pts | % LF | Rbds/m. | Pass/m. | Int/m. | Ctr/m. | Pts/m. |
| --------- | ------ | ------ | ------ | ------ | ----- | ------ | ---- | ------- | ------- | ------ | ------ | ------ |
| 2022-2023 | Duke   | 36     | 34     | 29.4   | .381  | .320   | .871 | 3.1     | 3.3     | .6     | .1     | 9.4    |
| 2023-2024 | Duke   | 32     | 25     | 30.4   | .423  | .352   | .755 | 3.0     | 3.7     | .7     | .1     | 10.5   |
| 2024-2025 | Duke   | 38     | 38     | 29.9   | .452  | .405   | .680 | 3.0     | 2.2     | .8     | .1     | 12.4   |
| Total     | Total  | 106    | 97     | 29.9   | .421  | .365   | .768 | 3.0     | 3.0     | .7     | .1     | 10.8   |

## Palmarès et distinctions individuelles

### Universitaires
- Third-team All-ACC (2025)
- ACC All-Freshman team (2023)